# Pachyolpium confusum
Espèce
Pachyolpium confusum est une espèce de pseudoscorpions de la famille des Olpiidae.

## Distribution
Cette espèce est endémique des Antilles. Elle se rencontre aux Pays-Bas caribéens sur Saint-Eustache et à Saint-Barthélemy sur l'île Fourchue.

## Description
Les mâles mesurent de 1,16 à 1,50 mm et les femelles de 1,82 à 1,89 mm

## Publication originale
- Tooren, 2002 : Pseudoscorpions (Pseudoscorpiones: Olpiidae) of the genus Apolpium from Venezuela, and the genera Pachyolpium, Leptolpium gen. nov. and Serianus from Curaçao, Aruba and Bonaire. Zoologische Mededelingen, vol. 76, p. 141-192 (texte intégral).